# Спинето (Калабрија)
Спинето је насеље у Италији у округу Козенца, региону Калабрија.
Према процени из 2011. у насељу је живело 230 становника. Насеље се налази на надморској висини од 253 м.